# ワルノリ!どっきりギャング
 『ワルノリ!どっきりギャング』（原題: Walk the Prank）は米ディズニーXDで2016年4月1日から2018年7月16日まで放送されたテレビドラマ。日本ではディズニーchにて好評放送中。Adam SmallとTrevor Mooreによって作成されたアメリカのコメディテレビシリーズ。 

## 概要
チャンス、ダスティ、ベイリー、ハーマンの個性豊かな4人組の小学生たちが大人たちをターゲットに様々なドッキリを仕掛けるバラエティ番組である。 日本では初回から4話連続放送された。  

## 登場人物
チャンス（Chance）
演 - コーディ・ベイス / 声 - 渡辺拓海
どっきりギャングのリーダー。ハーマンの兄。どっきりパートではナレーションを担当している。好きだった番組の最終回のネタバレを聞きたくない理由で仮病を使って早退しようとするなど学業に対してはあまり熱心ではない。部活の新聞クラブに所属していた事があったが、クラブから追い出された。
ハーマン（Herman）
演 - ブライス・ガイザー / 声 - 水瀬郁
どっきりギャングのメンバー。チャンスの弟。チャンスのどっきりのターゲットにされやすい。部活のレスリングクラブに入ろうとするも断られた。
ダスティ（Dusty）
演 - ブランドン・セヴァース / 声 - 内藤有海
どっきりギャングのメンバー。ウィルは叔父にあたる。時々弱気になるウィルのフォロー役を務める。部活のテレビクラブにいた事があったがクラブから追い出された。
ベイリー（Bailey）
演 - ジリアン・シェ・スペーダー / 声 - 山田唯菜
どっきりギャングのメンバー。グループの紅一点。気が強い。本人曰く「年の離れたお姉さん」のような母親と暮らしている。部活で動物大好きクラブに所属していたがトラブルを起こして追放された。
ウィル（Will）
演 - トビー・ウィンダム / 声 - 山本兼平
4人がいつも集う「ウィルのいたずらグッズ店」の店主。4人からは「ウィルおじさん」と呼ばれている。ダスティは甥にあたる。周りも認める変わり者なので友達や彼女がいない。実はこのどっきりギャングの設立者でもある。

## 放送
ディズニーXDにて2016年4月1日にシリーズの第1シーズンを放送した。 2016年7月28日、ディズニーXDは第2シーズンを制作する事を発表。  第2シーズンは2017年4月1日に放送された。 2017年8月31日に、ディズニーは第3シーズン制作を発表し 、2018年4月21日に放送した。 